# Littérature moderne en irlandais
Bien que l'irlandais soit utilisé à des fins littéraires depuis plus de 1 500 ans (voir la littérature irlandaise), et qu'elle dispose d'une forme intelligible pour ses locuteurs contemporains depuis le XVIe siècle au moins, la littérature moderne en irlandais doit beaucoup à la Renaissance irlandaise, un mouvement culturel qui commença à la fin du XIXe siècle. Les écrivains de langue irlandaise ont depuis composé quelques-unes des œuvres littéraires les plus intéressantes et les plus percutantes venues d'Irlande, auxquelles s'ajoutent des œuvres composées dans cette langue à l'étranger.

## La renaissance du gaélique irlandais
À la fin du XIXe siècle, l'irlandais était passé du statut de langue la plus usitée d'Irlande à celui de langue maternelle d'une minorité seulement, et l'on produisait très peu d'œuvres littéraires en irlandais. La Renaissance irlandaise œuvra à enrayer ce déclin. Au départ, les partisans de cette Renaissance préférèrent le style du moyen irlandais (ou irlandais classique), tel qu'on le trouve dans Foras Feasa ar Éirinn (Histoire de l'Irlande) de Seathrún Céitinn (Geoffrey Keating), une œuvre très prisée datant du XVIIe siècle. Cependant, l'irlandais de Céitinn fut rapidement supplanté par les dialectes populaires qui étaient réellement utilisés dans les Gaeltachtaí. Ces dialectes furent surtout représentés en littérature par un locuteur natif originaire de la région de Coolea-Muskerry, le père Peadar Ua Laoghaire, qui publia dans les années 1890 sous forme de feuilleton un roman folklorique fortement influencé par la forme traditionnelle du récit des Gaeltachtaí, intitulé Séadna. Parmi ses autres écrits, on trouve son autobiographie, Mo Scéal Féin, et des réécritures d'anciens récits irlandais, ainsi qu'une adaptation de Don Quichotte qui a été rééditée récemment[Quand ?].
Ua Laoghaire fut rapidement suivi par Patrick Pearse, qui fut plus tard exécuté, ayant été l'un des meneurs de l'insurrection de Pâques. Pearse apprit l'irlandais à Ros Muc et écrivit des récits idéalistes sur la campagne gaélophone, ainsi que des poèmes nationalistes dans un style plus classique, proche de celui de Geoffrey Keating.
Pádraic Ó Conaire fut un pionnier de la nouvelle réaliste en irlandais et fut également à l'avant-garde du journalisme en irlandais. Son livre le plus important est son seul roman, Deoraíocht (L'Exil), qui associe le réalisme à des caractéristiques de l'absurde. Il mourut dans les années 1920, alors qu'il n'avait pas encore atteint cinquante ans. Ó Conaire devint une sorte de légende du folklore littéraire irlandais grâce à son talent inné et à son caractère bienveillant.

## La littérature des Gaeltachtaí du début duXXesiècle
Dès la fin du XXe siècle des chercheurs visitèrent les Gaeltachtaí pour consigner la vie des locuteurs natifs dans leur propre dialecte. Cet intérêt venu de l'extérieur fut à l'origine de plusieurs autobiographies notables, surtout en provenance d'An Blascaod Mór : Peig de Peig Sayers, An tOileánach (« L'homme des îles ») de Tomás Ó Criomhthain, et Fiche Bliain ag Fás (« Vingt ans à grandir ») de Muiris Ó Súilleabháin.
Micí Mac Gabhann est l'auteur de Rotha Mór an tSaoil (« La grande roue de la vie »), qu'il écrivit en irlandais d'Ulster, sa langue maternelle. Le titre fait référence à la ruée vers l'or du Klondike (ruathar an óir) de la fin du XIXe siècle, et aux difficultés auxquelles les chercheurs d'or ont dû faire face en se rendant au tír an óir, au pays de l'or.
Séamus Ó Grianna (dont le nom de plume était « Máire »), auteur prolifique de romans rustiques, fut une autre figure importante de la littérature en irlandais. 
La contribution la plus importante de Séamus Ó Grianna à la littérature moderne dans cette langue fut peut-être le fait d'avoir poussé son frère, Seosamh (qui avait pris le nom de Seosamh Mac Grianna en irlandais) à écrire en gaélique. Seosamh était un écrivain moins prolifique et moins heureux que son frère. Il fut atteint d'une grave dépression psychotique en 1935 et passa le reste de sa vie (plus de cinquante ans) en hôpital psychiatrique. Cependant, avant de développer sa psychose, il écrivit un superbe roman sur le passage difficile vers la modernité dans sa propre Gaeltacht, intitulé An Druma Mór (« Le grand tambour » ou « L'orchestre au fifre et au tambour »), ainsi qu'un puissant récit introspectif de ses voyages intitulé Mo Bhealach Féin (« Mon propre chemin »). Son dernier roman, Dá mBíodh Ruball ar an Éan (« Si l'oiseau avait une queue »), dont le sujet est l'aliénation d'un homme originaire de la Gaeltacht à Dublin, resta inachevé, comme son titre le suggère.
Les deux frères étaient des traducteurs renommés. En plus d'avoir traduit Ivanhoé de Walter Scott en irlandais, on trouve parmi les œuvres de Seosamh dans ce domaine les versions irlandaises de La Folie Almayer de Joseph Conrad (Díth Céille Almayer en irlandais), ainsi que d'Adrigoole de Peadar O'Donnell (Eadarbhaile en irlandais).

## Le modernisme en langue irlandaise
La littérature moderniste se développa encore plus avec Máirtín Ó Cadhain, un instituteur originaire du Connemara, qui fut le littérateur engagé de langue irlandaise par excellence. Il fut un membre actif de l'IRA, et passa les années de l'Urgence (The Emergency, c'est-à-dire les années de la Seconde Guerre mondiale en Irlande) dans un camp de détention à Curach Chill Dara (Curragh, dans le comté de Kildare) en compagnie d'autres soldats de l'IRA. C'est dans ce camp qu'il commença son chef-d’œuvre moderniste, le roman Cré na Cille ("L'argile du cimetière"). Rappelant certains romans d'Amérique latine (notamment Redoble por Rancas de Manuel Scorza, ou Pedro Páramo de Juan Rulfo), ce livre est un roman choral dont les voix sont celles des morts dans un cimetière, qui ne cessent de se quereller à propos de leur vie passée dans leur village. Le roman réfute la vision romantique de la Gaeltacht typique des premières années du renouveau linguistique et est un parfait exemple de la prose sombre et torturée d'Ó Cadhain.
En plus de Cré na Cille, Máirtín Ó Cadhain écrivit plusieurs recueils de nouvelles (l'une des nouvelles, "Fuíoll Fuine", du recueil An tSraith dhá Tógáil, peut être considéré comme un court roman). Ses articles journalistiques, ses essais et autres pamphlets constituent une partie importante de son œuvre et ont été publiés dans des recueils tels que Ó Cadhain i bhFeasta, Caiscín, et Caithfear Éisteacht.
La prose de Máirtín Ó Cadhain est dense, impressionnante et (surtout s'agissant de ses premiers écrits) difficile à aborder pour les novices. Son style a changé et est devenu plus simple avec le temps, reflétant en partie le milieu urbain dans lequel il s'est installé. Il écrivit essentiellement dans une forme enrichie de son dialecte natale, même dans des contextes où un style moins dialectal aurait été plus approprié. Il n'hésitait pas à agrémenter son gaélique de néologismes et d'emprunts à d'autres dialectes, notamment au gaélique écossais.
Le modernisme et le renouveau sont également représentés par plusieurs écrivains qui n'étaient pas originaires de la Gaeltacht, tels que Eoghan Ó Tuairisc, Diarmuid Ó Súilleabháin, et Breandán Ó Doibhlin (le dernier ayant été influencé par la théorie littéraire française). Ó Tuairisc, qui a beaucoup innové en termes de style, écrivit de la poésie et des pièces de théâtre, ainsi que deux romans intéressants basés sur des faits historiques : L'Attaque et Dé Luain. Diarmuid Ó Súilleabháin s'efforça d'adapter l'irlandais au milieu urbain : An Uain Bheo et Caoin Thú Féin offrent une description réaliste des classes moyennes et de leurs problèmes. Néal Maidine agus Tine Oíche d'Ó Doibhlin est un exemple de modernisme introspectif.
Parmi les poètes de langue irlandaise de la première moitié du XXe siècle les plus marquants, on trouve Seán Ó Ríordáin, Máirtín Ó Direáin et Máire Mhac an tSaoi. Ó Ríordáin naquit dans la Gaeltacht de Cork : sa poésie est conventionnelle en ce qui concerne la forme mais profondément singulière en termes de contenu. Celui-ci fut également un brillant auteur de prose, comme le montrent ses journaux qui ont été publiés. Ó Direáin, né sur les îles d'Aran, débuta comme poète de la nostalgie et finit comme celui de l'austérité. Máire Mhac an tSaoi, qui est aussi une intellectuelle distinguée, a publié plusieurs recueils de poésie lyrique dans lesquels la langue classique et la langue parlée se mêlent de façon naturelle.

## La littérature contemporaine en irlandais
Pádraic Breathnach, Micheál Ó Conghaile et Pádraig Ó Cíobháin sont trois auteurs importants parmi les écrivains de la Gaeltacht modernes. Ils sont généralement affiliés à la tradition réaliste, tout comme Dara Ó Conaola. L’œuvre de Joe Steve Ó Neachtain, de la Gaeltacht du Connemara, s'avère toujours populaire.
Caitlín Maude (décédée en 1982), une locutrice native originaire du Connemara, est l'auteure d'une poésie fluide et élégante à la sensibilité distinctement moderne. Nuala Ní Dhomhnaill, qui a grandi dans la Gaeltacht du Munster et a pris part à la nouvelle vague des années 1960 et 70, fait partie des poètes les plus connus. Elle s'intéresse en particulier aux éléments du mythe dans la réalité. Biddy Jenkinson (un pseudonyme) représente une tradition urbaine : elle écrit de la poésie et des romans policiers drolatiques.
Parmi la génération de Ní Dhomhnaill, on trouve également le très caustique Michael Hartnett (qui écrivit à la fois en irlandais et en anglais) et Michael Davitt (décédé en 2005), un poète lyrique dont l’œuvre est à la fois fantaisiste et mélancolique, ainsi que Liam Ó Muirthile et Gabriel Rosenstock. Parmi ceux qui suivirent, on peut citer Cathal Ó Searcaigh, Tomás Mac Síomóin, Diarmuid Johnson et Louis de Paor. Ó Searcaigh est un poète lyrique mais aussi un écrivain voyageur : ce goût du voyage est à l'origine de son captivant récit de voyage au Népal, Seal i Neipeal. La jeune génération est représentée par des poètes tels que Doireann Ní Ghríofa (né en 1981).
À l'heure actuelle la littérature grand public connaît plus d'engouement, et l'on trouve parmi les auteurs qui ont connu un grand succès dans des genres plus légers Éilís Ní Dhuibhne, romancière, dramaturge et nouvelliste. Lorcán S. Ó Treasaigh a écrit une autobiographie à succès intitulée Céard é English? (Qu'est-ce que l'anglais ?) sur le fait de grandir en ayant l'irlandais pour langue maternelle dans la ville principalement anglophone de Dublin. Le court roman de Colm Ó Snodaigh Pat the Pipe - Píobaire relate les aventures d'un musicien des rues dans le Dublin des années 1990.
La nouvelle reste un genre très apprécié. Donncha Ó Céileachair et Síle Ní Chéileachair, qui sont frère et sœur, ont publié le recueil Bullaí Mhártain en 1955 : il influença d'autres auteurs par la suite et traite à la fois des milieux ruraux et urbains. En 1957, Liam O'Flaherty (Liam Ó Flaithearta), qui avait été élevé dans un environnement irlandophone sur les îles d'Aran, publia le recueil Dúil, son seul livre en irlandais. Seán Mac Mathúna (qui écrit aussi en anglais) est l'un des représentants contemporains du genre les plus connus. Son œuvre a pour particularités l'humour et le réalisme poétique, et elle a été saluée pour son originalité. Daithí Ó Muirí est l'un des auteurs d'une génération plus récente. La gaieté, l'humour noir et le caractère absurde de son œuvre la distinguent du réalisme que l'on trouve dans la majorité des écrits modernes en irlandais.

## Les écrivains de langue irlandaise dans le monde
Au-delà de l'Irlande, d'autres pays ont vu naître divers auteurs ayant contribué à la littérature en irlandais, ce qui reflète l'existence au niveau global d'une communauté qui a appris ou qui cultive la langue. Il est important de noter que ces auteurs et leurs lecteurs ne font pas forcément partie de la diaspora irlandaise traditionnelle. Certains affirment que l'utilisation de la langue par des écrivains qui ne sont pas irlandais n'a rien à voir avec une quelconque identité nationale irlandaise. Son importance réside plutôt dans sa valeur en tant que langue utilisée au travail, dans les relations entre individus ou dans un but de créativité. Un certain nombre de ces écrivains, nés en Irlande ou non, se trouvent en Amérique du Nord, en Australie et parmi plusieurs pays européens.
Né à Dublin, Tomás Mac Síomóin vit à Barcelone depuis 1997. Il a publié plus d'une dizaine de livres en gaélique irlandais depuis lors, ainsi que des traductions de l'espagnol et du catalan.
Né à Derry, Pádraig Ó Siadhail (1968 – ) vit à Halifax, en Nouvelle-Écosse, depuis 1987. Depuis lors, il a publié dix livres en gaélique irlandais, dont un recueil de nouvelles et deux romans.
Né à Bantry, Derry O'Sullivan vit à Paris depuis 1969, mis à part un séjour à Stockholm. Il a publié quatre recueils de poèmes en gaélique irlandais.
Muiris (Mossie) Ó Scanláin, un locuteur natif de la Gaeltacht du comté de Kerry qui vit à présent à Melbourne, a écrit son autobiographie dans son propre dialecte (qui a donné lieu à beaucoup d'autres autobiographies) intitulée An Mám ó Dheas, dans laquelle il décrit sa vie en Irlande, en Angleterre et en Australie.
Né aux Pays-Bas, Alex Hijmans (qui vécut en Irlande et qui réside aujourd'hui au Brésil) a publié trois livres en gaélique : un récit autobiographique de sa vie au Brésil, Favela (2009), un roman, Aiséirí (2011), et un recueil de nouvelles, Gonta (2012).
Séamas Ó Neachtain est un irlando-américain de la troisième génération qui a publié de la poésie, des romans et des articles journalistiques en gaélique irlandais. C'est aussi le rédacteur en chef fondateur de An Gael, une revue littéraire internationale en langue irlandaise.
Panu Petteri Höglund, linguiste, écrivain et traducteur, appartient à la minorité de locuteurs du suédois vivant en Finlande. Il utilise l'irlandais dans un but créatif et s'est donné pour objectif de produire des écrits modernes et divertissants dans un irlandais digne de celui des Gaeltachtaí. Pendant un certain temps, il expérimenta sur le web avec le gaélique d'Ulster, mais il publia son premier livre en gaélique irlandais standard, bien que fortement inspiré par le folklore et les dialectes locaux.
Colin Ryan est un écrivain australien dont les nouvelles ont été publiées dans les revues Feasta, Comhar and An Gael. Ses nouvelles, tout comme celles d'Höglund, se situent hors d'Irlande, et revêtent souvent un caractère hallucinatoire. Il a également publié des poèmes dans Feasta et An Gael.

## Les revues littéraires
Les plus anciens des magazines littéraires en langue irlandaise qui ont permis d'encourager la poésie et les nouvelles sont Comhar (fondé en 1942) et Feasta (fondé en 1948). Ce dernier, dont le rédacteur en chef actuel est le poète et militant Pádraig Mac Fhearghusa, est le magazine de la Ligue gaélique, bien que sa politique éditoriale reste indépendante. Les deux magazines publient des nouvelles et des poèmes ; le manifeste de Feasta stipule également que l'un de ses buts est d'encourager les étudiants à écrire en gaélique irlandais. Feasta a connu une stabilité plus grande que Comhar, ce dernier ayant souffert d'une baisse de son lectorat qui s'est depuis reconstitué.
Les deux revues ont reçu des contributions de quelques figures parmi les plus connues de la littérature moderne en langue irlandaise, et elles continuent à encourager les nouveaux écrits.
Elles ont été rejointes depuis par An Gael, une revue littéraire internationale basée en Amérique du Nord mais qui publie de la prose et de la poésie en irlandais dont les auteurs viennent d'un certain nombre de pays, y compris l'Irlande, l'Australie et la Finlande.

## Les éditeurs en langue irlandaise
Un certain nombre d'éditeurs se sont spécialisés dans les textes en langue irlandaise. Voici quelques-uns d'entre eux :
- Cló Chaisil publie exclusivement des livres en gaélique irlandais. Sa production comprend des livres à destination des enfants, des adolescents et des adultes.
- Cló Iar-Chonnacht, fondée en 1985, a pour principal objectif de publier les œuvres d'écrivains des Gaeltachtaí. Cette maison d'édition a publié plus de 300 ouvrages, la plupart en langue irlandaise, et produit également de la musique.
- Cois Life, créée en 1995, publie des ouvrages littéraires et universitaires. Sa production comprend des pièces de théâtre, des romans et de la poésie.
- Coiscéim, fondée en 1980, a publié environ 700 livres, ce qui fait d'elle la plus grande maison d'édition privée d'Irlande.
- An Gúm publie des livres en gaélique irlandais depuis 1926 sous l'égide de l’État irlandais. Il s'agit de la plus grande maison d'édition en langue irlandaise du pays, et elle publie à présent essentiellement des dictionnaires, des manuels scolaires et autres ressources pédagogiques, ainsi que des ouvrages à destination des enfants et jeunes adultes.
- An tSnáthaid Mhór, fondée en 2005, a pour but de publier des œuvres contemporaines de grande qualité.
- Irish Pages, fondée en 2002, est une revue bilingue en anglais et en gaélique irlandais.Son numéro de septembre 2010 était dédié aux écrits en langue irlandaise[6].